# Blaze (album)
Pour les articles homonymes, voir Blaze.
Albums de Lagwagon
Let's Talk About Leftlovers Live in a Dive
Blaze est le sixième album studio du groupe de skate punk mélodique américain Lagwagon. Sorti en 2003, il a été produit aux célèbres Motor Studios du célèbre Ryan Greene, à San Francisco. Néanmoins, cet album a été assez peu apprécié des critiques musicales qui l'ont trouvé trop classique et trop typique de Lagwagon.
L'album est enregistré en mars 2002 avec Ryan Greene.

## Composition du groupe
- Joey Cape : chant
- Chris Flippin : guitare
- Chris Rest : guitare
- Jesse Buglione : basse
- Dave Raun : batterie

## Liste des chansons de l'album
1. Burn - 3:15
2. E Dagger - 2:09
3. Dancing The Collapse - 2:15
4. I Must Be Hateful - 3:29
5. Falling Apart - 2:38
6. Max Says - 3:21
7. Billy Club - 2:48
8. Dividers - 2:42
9. Never Stops - 3:32
10. Dinner And A Movie - 2:04
11. Lullaby - 3:49
12. Billionaire - 2:29
13. Tomorrow Is Heartbreak - 3:00
14. Baggage - 4:10

## En plus
Ce disque contient une plage CD-Rom/multimédia sur laquelle figurent le clip de Falling Apart, l'inévitable lien vers le site Internet du groupe, et un titre enregistré en live au festival Vans Warped Tour, à Vancouver, en 2002.